# Malteška lira
Malteška lira (malteški: Lira Maltija), ISO 4217: MTL je bila službeno sredstvo plaćanja na Malti. Britanci na otoku liru su nazivali funta. Označavala se simbolom Lm, a dijelila se na 100 centi.

Dana 1. siječnja 2008. godine, malteška lira je zamijenjena eurom, i to u omjeru 0,429300 MTL za 1 euro.

U optjecaju su bile kovanice od 1, 2, 5, 10 i 25 centi, te 1 lira, i novčanice od 2, 5, 10 i 20 lira.